# Diplastrella bistellata
Diplastrella bistellata är en svampdjursart som först beskrevs av Schmidt 1862.  Diplastrella bistellata ingår i släktet Diplastrella och familjen Spirastrellidae. Inga underarter finns listade i Catalogue of Life.